# Molophilus ixine
Molophilus ixine är en tvåvingeart som beskrevs av Alexander 1961. Molophilus ixine ingår i släktet Molophilus och familjen småharkrankar. Inga underarter finns listade i Catalogue of Life.